# Miloš Hlávka (1962)
Miloš Hlávka (* 22. ledna 1962) je český umělec. Žije a tvoří v Novém Kníně.

## Tvorba
Miloš Hlávka začal básnicky tvořit v 80. letech 20. století. Autorovými básněmi prostupují jeho hlavní životní témata: boj za lidská a občanská práva, trampské putování a setkávání se s krajinou střední Evropy („spiritualita krajiny“), a také osobitě uchopená témata křesťanská, zejména novozákonní.

### Sbírky
- Uprchlík z Říše konvencí – byla oficiálně pokřtěna v neděli 17. září roku 2023 v pražské Unitarii. Křest sbírky doprovodil koncert autorových písní. Miloš Hlávka provozuje osobní webové stránky Člověk na okraji, kde se věnuje zejména občanskému aktivismu a své umělecké tvorbě, ale zabrousí i do duchovních témat.

## Osobní život
Hlásí se k unitářskému vyznání, je členem Obce širšího společenství. Zde také (většinou v pražské obci) představuje svá díla.